# Enfrentamientos en el norte de Alepo de 2024
El 1 de julio de 2024, estallaron disturbios en el norte de la gobernación de Alepo, Siria, dentro de las áreas controladas por Turquía y las fuerzas de oposición sirias respaldadas por Turquía. Manifestantes y milicias armadas atacaron e incendiaron edificios del gobierno turco, bases militares y civiles turcos en la región. Estos enfrentamientos se produjeron tras disturbios contra la población siria  en Kayseri, Turquía, ocurridos el día anterior.

## Antecedentes
Antes de los enfrentamientos, las tensiones entre los refugiados sirios y los turcos se habían intensificado en Turquía. El país, que acoge a más de 3 millones de refugiados sirios, ha enfrentado acusaciones de discriminación contra esta población. Además, casi 30.000 refugiados sirios fueron deportados por la fuerza desde Turquía en 2023 y sometidos a un trato inhumano, según el Instituto Sirios por la Verdad y la Justicia. 
En un discurso pronunciado el 28 de junio de 2024, el presidente turco Erdoğan expresó su voluntad de restablecer las relaciones con el gobierno sirio de Bashar al-Assad, lo que incitó la ira entre la oposición siria y los refugiados.   Ese mismo día, Turquía reabrió el cruce de Abu al-Zandin cerca de al-Bab, facilitando las conexiones comerciales entre las zonas controladas por Turquía y los territorios controlados por el gobierno sirio en la zona rural oriental de Alepo.  Posteriormente, el 30 de junio de 2024, estalló un pogromo antisirio en la ciudad turca de Kayseri después de que un ciudadano sirio fuera acusado de abusar sexualmente de un niño. Decenas de comercios y oficinas de propietarios sirios fueron incendiados y 14 agentes de policía resultaron heridos. 

## Enfrentamientos
El 1 de julio de 2024, estallaron violentos disturbios en el norte de Siria, ocupado por Turquía, y en la provincia de Idlib, controlada por los rebeldes, donde se encuentran varias bases militares turcas . En la ciudad de Al-Rai, los manifestantes retiraron las banderas turcas de las instituciones gubernamentales y bases militares, obstruyendo el paso de convoyes comerciales y camiones procedentes de Turquía. En la ciudad de Azaz, los empleados del servicio postal turco, fueron expulsados de sus oficinas. Posteriormente, estallaron enfrentamientos armados en Afrín, donde hombres armados atacaron el cuartel general militar turco.  En la frontera entre Siria y Turquía, militantes abrieron fuego contra camiones procedentes de la frontera turca, lo que provocó la quema de un total de 11 camiones.  Al menos tres manifestantes y cinco militantes murieron durante los enfrentamientos. 
El 2 de julio de 2024, Turquía cerró todos sus cruces fronterizos con Siria, incluido el cruce fronterizo de Bab al-Hawa, que sirve como ruta comercial y de tránsito para más de 3 millones de personas.  Además, surgieron informes de cortes de Internet y de electricidad en zonas controladas por la oposición siria. 
El 3 de julio de 2024, el tráfico se reanudó a través del cruce fronterizo de Bab al-Hawa después de una interrupción de dos días.  En la ciudad de Ras al-Ayn, combatientes de la División Hamza y Ahrar al-Sharqiya, junto con residentes locales, se manifestaron contra los continuos ataques contra sirios en Turquía. Según se informa, el primero retiró a algunos de sus combatientes de la ciudad de Abu Rasin, en primera línea del frente, en señal de protesta. 

## Reacciones
Fuerzas Democráticas Sirias:El líder Mazlum Kobane dijo que, a pesar de las diferencias, los sirios estaban unidos por el honor nacional y la independencia. Abdi condenó los ataques contra los sirios en Kayseri y pidió que se protegieran sus vidas y su dignidad. Abdi también dio la bienvenida a todos los sirios que se amotinaron en las zonas controladas por las SDF en el norte y el este de Siria, y les tendió una mano para salvar juntos al país.